# Operation Gatekeeper
Die Operation Gatekeeper war eine 1994 von der US-Regierung unter Bill Clinton umgesetzte neue Kontrollstrategie zur Eindämmung der Migrantenströme im San-Diego-Sektor der Grenze zwischen den Vereinigten Staaten und Mexiko. Ziel der Strategie war die Verringerung der unerlaubten Einwanderung in die Vereinigten Staaten, die Verschiebung der Migrantenströme nach Osten und die Erhöhung des Risikos der Festnahme von Migranten ohne Einreisevisum bzw. Aufenthaltstitel, was durch eine erhebliche Aufstockung von Personal und Ausstattung der Grenzschutzbehörden sowie stärkere bauliche Sicherungen der Grenze erreicht werden sollte.
Die Operation wurde vom Center for Low Intensity Conflict (CLIC), einer Behörde des US-Verteidigungsministeriums, entwickelt, am 17. September 1994 durch U.S. Attorney General Janet Reno bekanntgegeben und zwei Wochen später, am 1. Oktober 1994 umgesetzt.

## Budget, Personal
Das Budget der Behörde stieg von 374 Millionen US-Dollar (1994) auf 952 Millionen US-Dollar (1999).
Das Personal der U.S. Border Patrol wurde bis 1999 auf ca. 8.200 Mann verdoppelt. In Gegenden wie San Diego und El Paso (Texas) wurden mehrere Meilen neuer Stahlzäune errichtet und das Grenzpersonal wurde mit Hightech-Geräten (zum Beispiel Wärmebildkameras) ausgerüstet.

## Phasen der Umsetzung
In Phase I konzentrierte man sich auf den Abschnitt mit der höchsten Zahl an Migranten, einen etwa fünf Meilen breiten Bereich um den Checkpoint Imperial Beach, der sich von der Westküste bis zum San Ysidro Point of Entry erstreckt. Die verstärkte Kontrolle bewirkte eine sofortige Verlagerung der Migrantenrouten nach Osten sowie eine Zunahme professioneller Menschenschmuggler. Ein im Mai 1995 von der U.S. Border Patrol gestartetes Programm unter der Bezeichnung Operation Disruption sollte den gewachsenen Menschenschmuggel eindämmen.
Phase II, die im Frühjahr 1996 einsetzte, erweiterte die betroffene Region auf den gesamten San Diego-Sektor. Einwohner von East San Diego County hatten Druck aufgrund der dortigen stark angestiegenen Zahl illegaler Grenzüberschreitungen ausgeübt. Ein weiterer Schritt bestand darin, Migranten in unwirtlichere Gebiete wie die Tecate Mountains zu verdrängen. Phase II beinhaltete dazu die Einführung von IDENT, einem Computersystem zur Identifizierung von Wiederholungstätern, „kriminellen Migranten“ und kriminellen Personen ohne US-Staatsbürgerschaft.
Phase III, gestartet im Oktober 1997, dehnte die Aktivitäten in den El Centro-Sektor aus, der sich von der östlichen Grenze San Diegos bis zur Grenze zwischen Kalifornien und Arizona erstreckt. Die Folge war eine weitere Verschiebung der Migrantenströme in die weiter östlich liegenden Wüstengebiete.

## Auswirkungen
Die verstärkte Grenzsicherung im Bereich San Diego bewirkte eine starke Verschiebung der Migrationsströme in unwegsame Regionen, vor allem östlich von Mexicali und in die Region um Tecate. In den dortigen Wüstengebieten herrschen Temperaturen von bis zu 50 Grad Celsius. Vom 1. Oktober 1994 bis zum 1. Oktober 1998 starben mindestens 322, bis Oktober 2004 ca. 3000 Migranten beim Grenzübertritt in die USA, die meisten von ihnen durch Hitzschlag oder Dehydratation. Vor 1994 wurden ca. 20 bis 30 Tote pro Jahr verzeichnet.
Am 23. Juni 1996 erschien in einer lokalen Zeitung San Diegos ein Bericht, in dem zwei Vertreter des National Border Patrol Council die Operation Gatekeeper als Misserfolg bezeichneten und hohe Beamte der Border Patrol der Dokumentenfälschung und Irreführung der Öffentlichkeit bzgl. der Effektivität des Programmes beschuldigt wurden. Im Juli 1996 wurden die Beschuldigungen vor einem California State Assembly subcommittee wiederholt, im August vor einem Congressional subcommittee und in weiteren Medien. Im Juli 1996 nahm das Department of Justice’s Office of the Inspector General (OIG) die Ermittlungen auf. Der Untersuchungsbericht, der acht Kategorien von Anschuldigungen beinhaltet, wurde im Juli 1998 präsentiert.
Die Auswirkungen von Operation Gatekeeper sollten durch das U.S. / Mexico Border Program and Immigration Law Enforcement Monitoring Project der Menschenrechtsorganisation American Friends Service Committee protokolliert werden.